# Tour du Limbourg 2016
La 65e édition du Tour du Limbourg a eu lieu le 12 juin 2016. Elle fait partie du calendrier UCI Europe Tour 2016 en catégorie 1.1, et a été remportée au sprint par Kenny Dehaes.

## Équipes
Classé en catégorie 1.1 de l'UCI Europe Tour, le Tour du Limbourg est par conséquent ouvert aux WorldTeams dans la limite de 50 % des équipes participantes, aux équipes continentales professionnelles, aux équipes continentales et aux équipes nationales.
| WorldTeam- Etixx-Quick Step Équipes continentales professionnelles (4)- Wanty-Groupe Gobert - Topsport Vlaanderen-Baloise - Roompot-Oranje Peloton - Gazprom-RusVelo Équipes continentales (16)- Crelan-Vastgoedservice - Verandas Willems - Wallonie Bruxelles-Group Protect - Beobank-Corendon - Telenet-Fidea - Join-S-De Rijke - Metec-TKH-Mantel - Cibel-Cebon - ERA-Murprotec - Differdange-Losch - Parkhotel Valkenburg Continental - Armée de terre - Baby-Dump - Superano Ham-Isorex - T.Palm-Pôle Continental Wallon - Data3 Cisco Racing-Scody |
| |

## Participants
Liste de départ

## Classement final
La course a été remportée par le Belge Kenny Dehaes (Wanty-Groupe Gobert).
| \| Classement général \| Classement général \| Classement général \| Classement général \| Classement général \| \| Coureur \| Coureur \| Pays \| Équipe \| Temps \| \| ------------------ \| -------------------- \| ------------------ \| -------------------------------- \| ------------------ \| \| 1er \| Kenny Dehaes \| Belgique \| Wanty-Groupe Gobert \| 4 h 46 min 30 s \| \| 2e \| Tom Boonen \| Belgique \| Etixx-Quick Step \| + 0 s \| \| 3e \| Timothy Dupont \| Belgique \| Verandas Willems \| + 0 s \| \| 4e \| Coen Vermeltfoort \| Pays-Bas \| Join-S-De Rijke \| + 0 s \| \| 5e \| Tim Merlier \| Belgique \| Crelan-Vastgoedservice \| + 0 s \| \| 6e \| Baptiste Planckaert \| Belgique \| Wallonie Bruxelles-Group Protect \| + 0 s \| \| 7e \| André Looij \| Pays-Bas \| Roompot-Oranje Peloton \| + 0 s \| \| 8e \| Mathieu van der Poel \| Pays-Bas \| Beobank-Corendon \| + 0 s \| \| 9e \| Roman Maikin \| Russie \| Gazprom-RusVelo \| + 0 s \| \| 10e \| Jetse Bol \| Pays-Bas \| Join-S-De Rijke \| + 0 s \| \| 11e \| Vincent Baestaens \| Belgique \| Beobank-Corendon \| + 0 s \| \| 12e \| Amaury Capiot \| Belgique \| Topsport Vlaanderen-Baloise \| + 0 s \| \| 13e \| Jelle Donders \| Belgique \| Superano Ham-Isorex \| + 0 s \| \| 14e \| Tom Meeusen \| Belgique \| Telenet-Fidea \| + 0 s \| \| 15e \| Sébastien Delfosse \| Belgique \| Wallonie Bruxelles-Group Protect \| + 0 s \| \| 16e \| Tom Dernies \| Belgique \| Wallonie Bruxelles-Group Protect \| + 0 s \| \| 17e \| Barry Markus \| Pays-Bas \| Roompot-Oranje Peloton \| + 0 s \| \| 18e \| Wouter Mol \| Pays-Bas \| Join-S-De Rijke \| + 0 s \| \| 19e \| Robbert de Greef \| Pays-Bas \| Join-S-De Rijke \| + 0 s \| \| 20e \| Dries Van Gestel \| Belgique \| Topsport Vlaanderen-Baloise \| + 0 s \| |                      |          |                                  |                 |
| |                      |          |                                  |                 |
| Source : ProCyclingStats |                      |          |                                  |                 |
| Classement général |                      |          |                                  |                 |
| Coureur | Coureur              | Pays     | Équipe                           | Temps           |
| 1er | Kenny Dehaes         | Belgique | Wanty-Groupe Gobert              | 4 h 46 min 30 s |
| 2e | Tom Boonen           | Belgique | Etixx-Quick Step                 | + 0 s           |
| 3e | Timothy Dupont       | Belgique | Verandas Willems                 | + 0 s           |
| 4e | Coen Vermeltfoort    | Pays-Bas | Join-S-De Rijke                  | + 0 s           |
| 5e | Tim Merlier          | Belgique | Crelan-Vastgoedservice           | + 0 s           |
| 6e | Baptiste Planckaert  | Belgique | Wallonie Bruxelles-Group Protect | + 0 s           |
| 7e | André Looij          | Pays-Bas | Roompot-Oranje Peloton           | + 0 s           |
| 8e | Mathieu van der Poel | Pays-Bas | Beobank-Corendon                 | + 0 s           |
| 9e | Roman Maikin         | Russie   | Gazprom-RusVelo                  | + 0 s           |
| 10e | Jetse Bol            | Pays-Bas | Join-S-De Rijke                  | + 0 s           |
| 11e | Vincent Baestaens    | Belgique | Beobank-Corendon                 | + 0 s           |
| 12e | Amaury Capiot        | Belgique | Topsport Vlaanderen-Baloise      | + 0 s           |
| 13e | Jelle Donders        | Belgique | Superano Ham-Isorex              | + 0 s           |
| 14e | Tom Meeusen          | Belgique | Telenet-Fidea                    | + 0 s           |
| 15e | Sébastien Delfosse   | Belgique | Wallonie Bruxelles-Group Protect | + 0 s           |
| 16e | Tom Dernies          | Belgique | Wallonie Bruxelles-Group Protect | + 0 s           |
| 17e | Barry Markus         | Pays-Bas | Roompot-Oranje Peloton           | + 0 s           |
| 18e | Wouter Mol           | Pays-Bas | Join-S-De Rijke                  | + 0 s           |
| 19e | Robbert de Greef     | Pays-Bas | Join-S-De Rijke                  | + 0 s           |
| 20e | Dries Van Gestel     | Belgique | Topsport Vlaanderen-Baloise      | + 0 s           |